# 带岭林业局
带岭林业局是一个位于中华人民共和国黑龙江省伊春市大箐山县的类似乡级单位，亦是黑龙江伊春森工集团所属的一个林业局。
带岭林业局位于小兴安岭南麓。全区总面积96742公顷，人口35884人。

## 行政区划
带岭林业局下辖以下单位：
大青川林场、东方红林场、秀水林场、永翠林场、明月林场、红光林场、秋沙鸭自然保护区、北列林场、南列林场、寒月林场、环山林场、凉水自然保护区。